# 涂鸦社

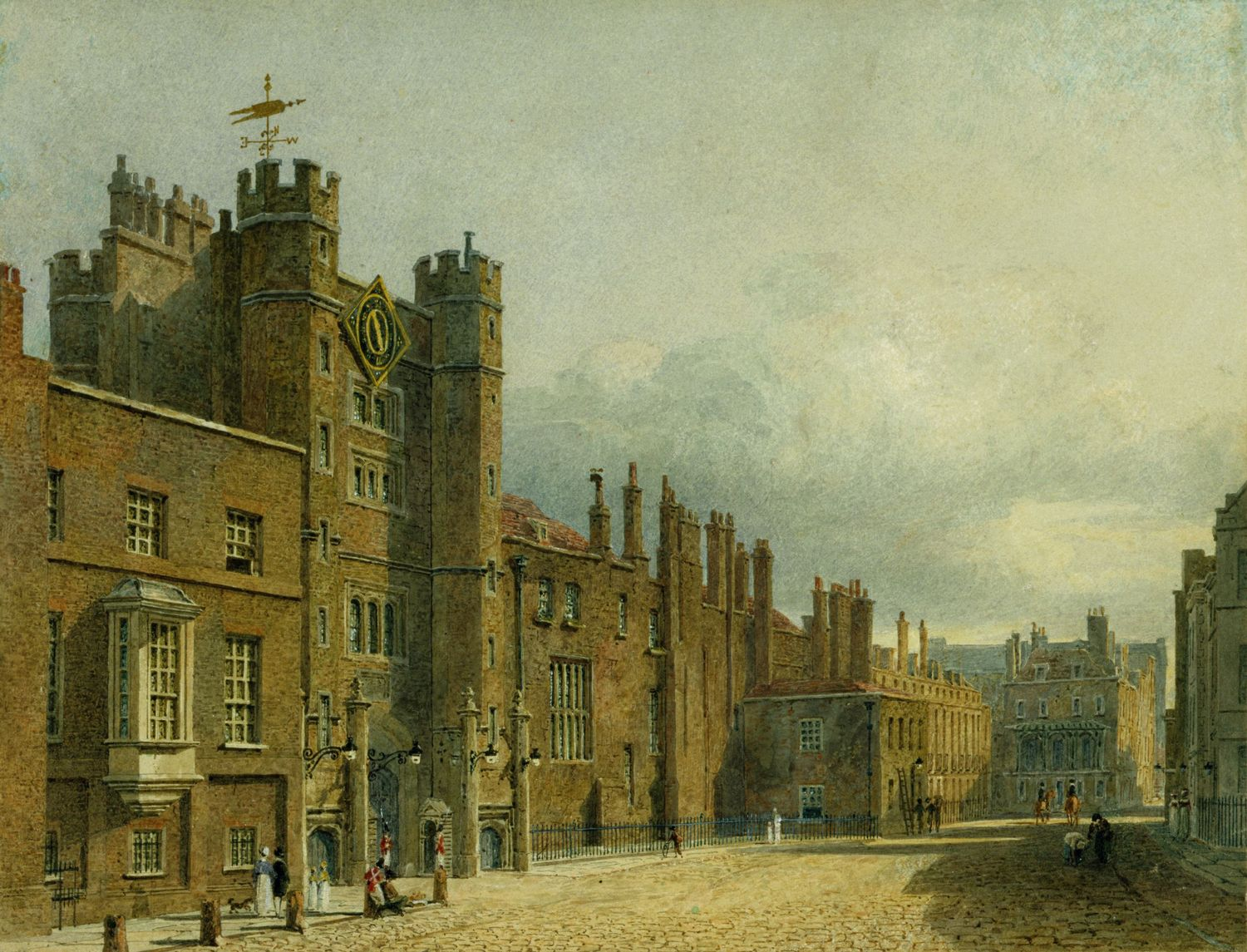
涂鸦社的聚会地点，圣詹姆斯宫

涂鸦社（英語：Scriblerus Club）是18世纪上半叶英国的一个非正式文学社团，创立于1714年左右。其主要成员是乔纳森·斯威夫特和亚历山大·蒲柏，其他成员还有约翰·盖伊（John Gay）、托马斯·帕奈尔（Thomas Parnell）、亨利·圣约翰和约翰·阿布斯诺特。该社团主要活跃在1732年至1745年间，其成员陆续身故后该社团便自然消亡。
该社团的主要文学作品是《马丁努斯·斯克里布列茹斯回忆录》（Memoirs of Martinus Scriblerus），其主人公马丁努斯·斯克里布列茹斯（Martinus Scriblerus）是虚构的一个雇佣文人，其名与该社团名相同，来自英语（意为“涂鸦者”、“蹩脚文人”）的伪拉丁语化。《马丁努斯·斯克里布列茹斯回忆录》是一部讽刺作品，主要讽刺虚伪矫饰的“博学”和掉书袋的习气，由蒲柏发表于1741年，但一般认为其中用力最多的人是约翰·阿布斯诺。另一部提到马丁努斯·斯克里布列茹斯的作品是蒲柏的《群愚史诗》（The Dunciad，其它译名有《愚人志》、《呆廝国志》等）第二版。
斯威夫特的《格列佛游记》和盖伊的《乞丐歌剧》（The Beggar's Opera）的创作均与该社团的活动有关。